# Play On
 Play On  este cel de-al treilea album de studio al cântăreței americane Carrie Underwood.

## Ordinea pieselor pe disc
1. „Cowboy Casanova”
2. „Quitter”
3. „Mama's Song”
4. „Change”
5. „Undo It”
6. „Someday When I Stop Loving You”
7. „Songs Like This”
8. „Temporary Home”
9. „This Time”
10. „Look at Me”
11. „Unapologize”
12. „What Can I Say”
13. „Play On”

## Cântece promovate
Discuri single
- „Cowboy Casanova”

Discuri promoționale
- „Mama's Song”
- „Temporary Home”
- „Undo It”

## Clasamente
| Clasament                    | Poziția maximă | Referință |
| ---------------------------- | -------------- | --------- |
| Canadian Albums Chart        |                |           |
| Canadian Country Albums      |                |           |
| Ireland Albums Chart         | 91             | [ 1 ]     |
| UK Albums Chart              |                |           |
| Billboard 200                |                |           |
| Billboard Hot Country Albums |                |           |
| Billboard Top Digital Albums |                |           |
| United World Chart           |                |           |